# 秋沢淳子
秋沢 淳子（あきさわ じゅんこ、1967年4月8日 - ）は、TBSテレビの社員（2022年7月の時点では総務局のCSR推進部長）で、同局の元・アナウンサー。
TBSテレビでの社業と並行しながら、アナウンサー時代の2000年に一般社団法人SPUTNIK INTERNATIONAL（スプートニク・インターナショナル）を設立。設立後も現在（2022年）に至るまで、「創設理事」として運営に携わっている。

## 来歴
埼玉県飯能市出身。聖望学園高校、慶應義塾大学法学部政治学科卒業後、1991年TBSへアナウンサー27期生として入社。同期のアナウンサーは安東弘樹（2018年3月退社）がいる。
アナウンサーとしては報道番組のキャスターやラジオ番組の進行・アシスタントを担当する機会が多く、アナウンサー時代の後期には、所属部署（アナウンスセンター）の管理職（デスク）やTBSアナウンススクールの講師も務めていた。2019年7月1日付で事業局の国際事業部に異動してからは、「TBS DigiCon6」（年に1回開催されるアジア最大規模のショートフィルム・コンテスト）の海外ディレクターとして、YouTubeから配信される関連番組やオンライン・ミーティングの進行などを担当している。その一方で、TBSテレビでの社業とは別に、「ホワイト・キャンパス」（アジアの開発途上国で活動するアーティストの支援をテーマに掲げた絵画コンテスト）を2020年から主宰している。

## 人物
- 実用英語技能検定準1級、国連英語検定A級、普通自動車運転免許、小型船舶操縦免許証1級などの資格を所持。プロテスタントのクリスチャンで、中学生の頃に受洗している[7]。
- 高校生時代にAFSの交換留学生として、ニュージーランドへ1年間留学。TBSへの入社後に「（後の）人生の全ての原点になった」と述懐するほど、留学中の経験から受けた影響は強く[8]、日本へ帰国してからは国際連合の職員を志していた[3][9]。結局はアナウンサーとして同局へ入社したが、本人曰く「『テレビ局なら国際的な仕事に携われるのではないか』との思いから魔が差した」とのことで、入社後もAFS日本協会の活動にボランティアの立場で従事。現在（2022年の7月時点）では、日本協会の理事を務めている。さらに、スリランカの教育制度における深刻な不平等をAFSの活動で知ったことがきっかけで、「国際交流・国際協力・教育支援」をテーマに掲げるNGOを自ら設立。設立に際しては、人類が最初に打ち上げた人工衛星の名称にして、「旅する仲間」という意味を持つロシア語のSPUTNIK（スプートニク）を団体名に入れた[3]。本人によれば、「TBSテレビでの仕事に加えて、それ以外の時間をボランティア活動などに充てていることを考えれば、自分には『他人の2倍（の時間）を生きている』というイメージがある」とのこと[10]で、フリーアナウンサーへ転身しようと思ったことは「1秒も無かった」という[9]。

## アナウンサー時代の主な出演番組

### テレビ
レギュラー番組
| 期間                     | 期間                     | 番組名                                                    | 役職                                         | 備考 |
| ------------------------ | ------------------------ | --------------------------------------------------------- | -------------------------------------------- | --- |
| 1991年10月               | 1993年3月                | JNNスポーツ&ニュース                                      | スポーツキャスター                           | |
| 1993年10月               | 1996年5月                | あなたにオンタイム→オンタイム                             | メインキャスター                             | 1994年9月までおよび同年10月から1996年3月まで月～水曜日、同年10月から1995年3月まで月・火曜日はそれぞれ出演せず |
| 1996年6月                | 1999年3月                | おはようクジラ                                            | 関東ローカルパート代表リポーター             | |
| 1999年10月               | 2001年3月                | エクスプレス                                              | 水～金曜日ニュース担当                       | |
| 2000年12月               | 2015年3月                | 榊原・嶌のグローバルナビ→グローバルナビフロント（BS-TBS） | ナレーション                                 | |
| 2002年4月                | 2009年3月                | JNNイブニング（TBSニュースバード）                        | キャスター                                   | 番組終了時は、火・木曜日担当                                                                                  |
| 2003年4月                | 2004年3月                | あさがけウォッチ!                                         | キャスター                                   | |
| 2003年4月                | 2004年3月                | ウォッチ!                                                 | ニュースコーナー                             | |
| 2005年4月                | 2006年3月                | JNNニュース(最終版)                                       | 土曜日担当キャスター                         | |
| 2006年10月               | 2009年3月                | 2時っチャオ                                               | 月・木・金曜日ニュース担当                   | |
| 2006年10月               | 2009年3月                | TBSニュース                                               | 月・木・金曜日午後枠での担当キャスター       | |
| 2008年11月16日・11月23日 | 2008年11月16日・11月23日 | メガデジ                                                  | ゲスト出演およびナレーション                 | |
| 2009年4月                | 2009年9月                | はなまるマーケット                                        | 『はなまるニュース』月・水・金曜日担当       | |
| 2009年4月                | 2009年9月                | THE NEWS(午後)                                            | 月・木・金曜日担当キャスター                 | |
| 2009年10月               | 2010年3月                | はなまるマーケット                                        | 『はなまるニュース』水～金曜日担当           | |
| 2009年10月               | 2010年3月                | THE NEWS                                                  | 水～金曜日午後枠での担当キャスター           | |
| 2009年10月               | 2010年3月                | THE NEWS                                                  | 日曜日11:30枠および17:30枠での担当キャスター | |
| 2010年4月                | 2010年7月                | TBSニュース(午後)                                         | 金曜日担当キャスター                         | |
| 2010年8月                | 2010年12月               | TBSニュース(午後)                                         | 木・金曜日担当キャスター                     | |
| 2011年1月                | 2011年3月                | TBSニュース(午後)                                         | 木曜日担当キャスター                         | |
| 2011年4月                | 2011年9月                | TBSニュース(午後)                                         | 水曜日担当キャスター                         | |
| 2011年10月               | 2012年3月                | TBSニュース(午後)                                         | 火・金曜日担当キャスター                     | |
| 2014年7月27日            | 2014年8月10日            | 音ボケPOPS（BS-TBS）                                      | アシスタント                                 | |
| 2016年7月                | 2019年6月                | TBSレビュー                                               | 司会                                         | 以前は不定期にて出演、国際事業部異動に伴い降板                                                                |
| 2017年10月               | 2019年6月                | JNNニュース(朝)                                           | 日曜日担当キャスター                         | 上記の『TBSレビュー』と同様、国際事業部異動に伴い降板                                                         |

イレギュラー・バラエティ・特別番組・その他
- マルチ6
- 倶楽部6
- E.T!
- ポップテン（1995年）[12]
- 筋肉番付（1995年）[12]
- おしえてア・ゲ・ル
- 世界・ふしぎ発見!
- JNNニュースの森：ナレーター
- JNNフラッシュニュース：木曜日→最終担当時期は水曜日
- JNNニュースバード→TBSニュースバード：キャスターとして開局から2000年ごろまで[11]
- オールスター感謝祭'99超豪華!クイズ決定版この春お待たせ特大号中継リポーター
- BS-TBS 今甦る!魅惑のムード歌謡スペシャル パート1・2（2016年）

### ラジオ
- ヤンアナジョッキー（以下、TBSラジオ、1992年4月 - 10月）毎週金曜日担当[12]
- 大沢悠里のゆうゆうワイド（1992年4月 - 1993年3月まで毎週木曜日のパートナーとして出演。その後一時期、同番組8時台のTBSニュースを担当）[11][12]
- サンデー・スポーツパラダイス（1992年）[12]
- RVクルージング、どこかへ行こうよ（1994年）[12]
- 松尾雄治のピテカンワイド（2001年）[11]
- ミミガク（2010年12月 - 2011年3月）
- 土曜朝イチエンタ。堀尾正明+PLUS!（2010年4月 - 2014年9月）
- OLERA（2014年10月 - 2015年3月）金曜日アシスタント
- 小森谷徹 Mr.COMPASS（2015年3月30日 - 2015年9月21日）アシスタント
- アステラス製薬 明日も元気!（2009年4月 - 2017年3月31日）
- 東京ポッド許可局（2014年5月24日未明 - 2019年7月2日未明）ナレーション
- 千葉ドリーム!もぎたてラジオ（正式なレギュラーとしては2018年8月5日 - 2019年7月28日）[13]

## 著書
- 『異文化に恋して JUNKOの世界ウォッチング』（廣済堂出版、1995年）